# Pawel Matew
Pawel Christov Matew, bulgarisch Павел Христов Матев (* 6. Dezember 1924 in Orisowo; † 4. Februar 2006 in Sofia) war ein bulgarischer Dichter.

## Leben
Matew wurde 1924 als Sohn eines Bauern geboren. Er engagierte sich während des Zweiten Weltkriegs im Widerstand gegen faschistische Kräfte. Von 1945 bis 1949 studierte er Bulgaristik in Sofia. 1966 übernahm er die Funktion des Vorsitzenden des Komitees für Kultur im Rang eines Ministers, die er bis 1975 innehatte.
Er wurde mit dem Dimitroffpreis ausgezeichnet.
In seinen frühen Arbeiten verarbeitete er seine Erfahrungen aus dem Zweiten Weltkrieg; später befasste er sich mit der damals sozialistisch ausgerichteten Gesellschaft Bulgariens.

## Werke (Auswahl)
- Neoskǔrbeni svetove, 1969
- Wie die Möwen ausruhn auf den Wellen, 1972